# X-Blades
X-Blades – komputerowa przygodowa gra akcji stworzona przez rosyjskie studio Gaijin Entertainment i wydana na PlayStation 3, Xbox 360 oraz Microsoft Windows przez SouthPeak Interactive i TopWare Interactive w 2007 roku.
Gracz wciela się w poszukiwaczkę skarbów Ayumi, która pragnie zdobyć artefakty. Aby tego dokonać, musi ona walczyć z różnymi przeciwnikami. Bohaterka używa do tego umiejętności magicznych oraz dwóch pistoletów z ostrzami.

## Odbiór gry
Gra spotkała się z mieszanymi reakcjami recenzentów, uzyskując średnią ocen odpowiednio 49,76% i 50% w agregatorach GameRankings oraz Metacritic w wersji na konsolę PlayStation 3.